# Ménagerie
Pour l’article homonyme, voir La Ménagerie.

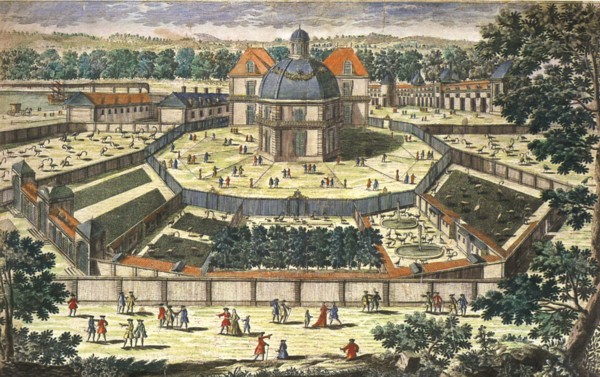
La ménagerie de Versailles fondée par Louis XIV.

Une ménagerie est un établissement historique pour maintenir et présenter des animaux sauvages et exotiques, en captivité sous garde humaine, et donc un prédécesseur du jardin zoologique moderne. Le terme a été utilisé à partir du XVIIe siècle en français, à l'origine pour la gestion d'une ferme ou des animaux domestiques, puis plus tard pour désigner principalement une collection animale aristocratique ou royale comme la ménagerie royale de Versailles et la ménagerie du Jardin des plantes. L'« Encyclopédie méthodique » de 1782, de langue française, définit une « ménagerie » comme un « établissement de luxe et de curiosité » soit « sans but de production ». Par métonymie, le terme s'est ultérieurement référé aux collections itinérantes d'animaux sauvages, montrées dans les foires et les cirques à travers l'Europe et les Amériques.

## Ménageries sédentaires

### Ménageries aristocratiques
La plupart du temps, une ménagerie était reliée à une cour aristocratique ou royale et était ainsi située dans le jardin ou le parc d'un palais. Les ménageries aristocratiques doivent être distinguées des jardins zoologiques postérieurs puisqu'elles ont été fondées et possédées par des aristocrates dont l'intention n'était pas principalement l'intérêt scientifique et éducatif. Ces aristocrates ont voulu illustrer leur puissance et leur richesse, parce que les animaux exotiques, vivants et actifs, étaient rares, très difficiles à acquérir, et très chers à maintenir.

#### Période médiévale et Renaissance
Déjà au Moyen Âge, plusieurs souverains à travers l'Europe ont maintenu des ménageries dans leurs cours royales.
Un exemple des plus anciens est celui de l'empereur Charlemagne au VIIIe siècle.
Ses trois ménageries à Aix-la-Chapelle, à Nimègue et à Ingelheim, localisées dans des cités à présent en Allemagne et aux Pays-Bas, hébergeaient des éléphants (les premiers visibles en Europe depuis l'Empire romain), des singes, des lions, des ours, des chameaux, des faucons et beaucoup d'oiseaux exotiques. Charlemagne a reçu les animaux exotiques pour sa collection comme dons d'importants souverains d'Afrique et d'Asie.
En 797, le calife de Bagdad, Harun al-Rashid (763-809) fit présent à Charlemagne d'un éléphant d'Asie nommé Abul-Abbas (le père du Lion en arabe). Le pachyderme arriva le 1er juillet 802 à la résidence de l'empereur à Aix-la-Chapelle. Il survécut jusqu'en juin 810.
Même Guillaume le Conquérant (1027-1087) possédait une petite ménagerie royale après la conquête normande de l'Angleterre en 1066. En son manoir de Woodstock, dans l'Oxfordshire, il commença une collection d'animaux exotiques. En 1129, son fils Henry Ier (1068-1135) clôtura le domaine de Woodstock par des murs en pierre et agrandit la collection, qui aurait notamment inclus des lions, des léopards, des lynx, des chameaux, des hiboux ainsi qu'un porc-épic. Vers 1108, ce roi d'Angleterre, devenu maître du Duché de Normandie, avait offert à Caen, à l'admiration de ses nouveaux sujets, une réunion d'animaux curieux : d'abord un léopard, puis un lion, un lynx, un chameau et encore une autruche.
La collection animale la plus marquante en Angleterre médiévale était la ménagerie de la Tour de Londres dont l'existence remonte aussi loin qu'en 1204 et qui devint la ménagerie royale d'Angleterre pendant six siècles. Elle fut fondée par le roi Jean sans Terre (1166-1216), qui régna sur l'Angleterre de 1199 à 1216, et est connue à cette époque pour avoir hébergé des lions et des ours. Henry III (1207-1272) a reçu, en 1235, trois léopards en cadeau de mariage de la part de Frédéric II (1194-1250), empereur du Saint-Empire romain germanique. Les plus spectaculaires arrivées dans les premiers temps furent un ours blanc et un éléphant. Ainsi Henry III obtint du roi de Norvège un ours blanc en 1251, qui aurait été régulièrement tenu en laisse pour pêcher sa nourriture dans la Tamise, et en 1255,, il reçut de Saint-Louis (1214-1270) un éléphant rapporté en 1254 de croisade en Terre sainte.
En 1264, les animaux ont été déplacés vers le rempart, qui a été rebaptisé la Tour des Lions, près de la principale entrée ouest de la Tour de Londres. Ce bâtiment était constitué par des rangées de cages, avec des entrées voûtées, fermées en arrière par des grilles. Elles étaient formées de deux étages, et il semble que les animaux utilisaient les cages supérieures pendant la journée et étaient déplacés à l'étage inférieur la nuit. La ménagerie royale de la Tour de Londres a été ouverte au public, au XVIe siècle, pendant le règne d'Élisabeth Ire (1533-1603),.
Dans la première moitié du XIIIe siècle, l'empereur Frédéric II de Hohenstaufen avait trois ménageries permanentes en Italie, à Melfi en Basilicate, à Lucera dans les Pouilles et à Palerme en Sicile. En 1235, l'empereur du Saint-Empire romain germanique Frédéric II a établi, à sa cour dans le sud de l'Italie, la « première grande ménagerie » dans l'ouest de l'Europe. Un éléphant, un ours blanc, une girafe, un léopard, des hyènes, des lions, des guépards, des chameaux et des singes y ont été exposés, mais l'empereur était particulièrement intéressé par les oiseaux, et les a suffisamment étudiés pour écrire un certain nombre de livres faisant autorité sur le sujet.
Au début du XVe siècle, une ménagerie royale est installée au Palais de Alcazaba, voisin du Château de Saint-Georges à Lisbonne. Après la prise de Ceuta en 1415, le roi Jean Ier du Portugal ramena à Lisbonne deux lions de Barbarie, qui ont été placés dans un grand salon de son palais à Lisbonne. Ce salon du palais a pris le nom de Casa dos Leões (portugais : la "Maison des Lions"); aujourd'hui, la zone est occupée par un célèbre restaurant du même nom. Plus tard, en 1494, l'humaniste de Nuremberg Hieronymus Münzer a passé cinq jours à Lisbonne et a vu ces lions; selon lui, ils étaient les plus beaux animaux sauvages qu'il ait jamais vu.
Vers la fin du XVe siècle, pendant la période de la Renaissance, l'aristocratie italienne, les riches patriciens et les ecclésiastiques, ont par la suite commencé à rassembler des animaux exotiques dans leurs résidences situées dans les périphéries des villes.
C'est le cas des Médicis qui ont fondé une collection d'animaux sauvages à Florence en Toscane au XVe siècle. Laurent le Magnifique (1449-1492) la porta à son apogée en y exhibant une girafe, la girafe Médicis  offerte par le sultan d'Égypte en 1486. Sa collection comprenait également des léopards de chasse, des lions, des tigres, des ours, des éléphants et des sangliers.
Son fils, le pape Léon X (1475-1521) développa une ménagerie au Vatican.
La ménagerie du roi Manuel Ier de Portugal (1469-1521), dans le Château de Ribeira à Lisbonne, a été créée au début du XVIe siècle, et fut appréciée, en Europe, en raison des énormes pachydermes, que Manuel Ier avait l'habitude d'importer de l'Inde, comme l'éléphant Hanno et le rhinocéros de Dürer célèbres en tant que cadeaux pour le pape Léon X. Le roi Manuel Ier contribua à la collection papale en envoyant des animaux de sa propre ménagerie, un éléphant, en 1514, et un rhinocéros, en fin d'année 1515. Mais, le rhinocéros envoyé du Portugal à Rome périt en mer au large de Gênes, au début de 1516, lors du naufrage du navire qui le convoyait. L'éléphant Hanno est mort à Rome en 1516.
En terres germaniques, les ménageries aristocratiques se multiplient dans la seconde moitié du XVIe siècle. En Saxe, le prince électeur Auguste I (1526-1586) fonda une ménagerie à Dresde en 1554. Le futur Maximilien II (1527-1576), empereur du Saint-Empire romain germanique qui régna entre 1564 et 1576, fonda trois collections d'animaux au Château d'Ebersdorf en 1552, au Château de Prague en 1558 et au Château de Neugebäu en 1564. Le Landgrave de Hesse fait de même à Cassel à cette époque.
Le rôle joué par des animaux dans les jardins des villas italiennes s’est accru à la fin du XVIe siècle et au début du XVIIe siècle, duquel la Villa Borghèse à Rome fut le symbole remarquable. Le cardinal Scipione Borghese (1576-1633) décida de construire à Rome, de 1608 à 1628, une villa pour en faire, avec ses jardins, un grand lieu de collections artistique, botanique et zoologique.

#### Versailles et son legs
Au cours du XVIIe siècle, les oiseaux exotiques et les petits animaux constituaient des ornements d’apparat pour la distraction de la cour de France ; les lions et les autres grands animaux étaient conservés principalement pour participer à des spectacles de combat. Les collections ont augmenté et de plus en plus d’installations permanentes ont été réalisées dans les années 1660, quand Louis XIV (1638-1715) a construit deux nouvelles ménageries : l'une à Vincennes, à côté d’un château à l'est de Paris, et une plus élaborée, qui est devenue un modèle pour les ménageries dans toute l'Europe, à Versailles, sur le site d'un pavillon de chasse royale à deux heures de transport (en carrosse) à l'ouest de Paris.
Vers 1661, il faisait construire à Vincennes une ménagerie de bêtes « féroces » pour l'organisation de combats. Autour d'une cour rectangulaire, un bâtiment de deux étages avec des balcons permettait aux spectateurs de voir la scène. Les animaux étaient logés au rez-de-chaussée, dans des cellules qui bordaient la cour, et disposaient de petits enclos à l'extérieur où ils pouvaient prendre un peu d'exercice.
À Vincennes, des lions, des tigres et des léopards étaient gardés dans des cages dans un amphithéâtre où le roi pouvait divertir les courtisans et les dignitaires en visite avec des batailles sanglantes. En 1682, par exemple, l'ambassadeur de Perse a apprécié le spectacle d'une lutte à mort entre un tigre royal et un éléphant.

Pendant le XVIIe siècle, quand le Château de Versailles a été construit en France, Louis XIV a également érigé une ménagerie dans le parc du palais.
La ménagerie royale de Versailles, réservée aux animaux exotiques, rares et curieux, devait être quelque chose de très différent de celle de Vincennes. Elle a été édifiée, sous l'impulsion de l'architecte Louis Le Vau, en 1662-1664. Sa majeure partie a été construite en 1664 quand les premiers animaux furent installés, bien que les aménagements intérieurs n'aient été terminés qu'en 1668-1670. Située dans le sud-ouest du parc, c'était le premier grand projet de Louis XIV à Versailles et une des nombreuses maisons de plaisir qui ont été peu à peu édifiées autour du palais. Elle a représenté la première ménagerie de style baroque.
La caractéristique principale des ménageries baroques était leur disposition circulaire, au milieu de laquelle se tenait un beau pavillon. Autour de ce pavillon, se trouvait une cour permettant le cheminement vers l'extérieur où étaient situés les enclos et les cages. Chaque enclos avait au fond une maison (une étable ou une écurie) pour les animaux et était entouré de trois côtés par des murs. Il y avait seulement des grilles sur le devant en direction du pavillon.
Les combats d'animaux ont cessé vers 1700 à Vincennes, le site est tombé en désuétude, et les animaux ont été installés à Versailles avec les autres. À cette époque, les lions, les léopards et les tigres de la ménagerie royale de Vincennes ont été transférés à Versailles, où ils ont été logés dans des enclos nouvellement construits avec par-devant des barreaux en fer.
Cette entreprise particulière a marqué une étape décisive dans la création des ménageries de curiosité et a été imitée, dans une certaine mesure, dans toute l'Europe à partir de la fin du XVIIe siècle.
Les rois, les princes et les importants seigneurs ont construit de telles ménageries en France (Chantilly à partir de 1663), en Angleterre (Kew, Osterley), dans les Pays-Bas autrichiens (Belœil, Laeken), dans les Provinces-Unies (Palais Het Loo à partir de 1672 puis en 1748), au Portugal (Palais de Belém en 1726, Quelez autour de 1780), en Espagne (Madrid en 1774) et en Autriche (Belvédère en 1716, Schönbrunn en 1752) ainsi que dans les terres germaniques après les ravages de la guerre de Trente Ans (1618-1648), et la reconstruction qui s'est ensuivie. Frédéric Guillaume Ier (1620-1688), Électeur de Prusse, a équipé Potsdam d'une ménagerie autour de 1680. L'Électeur Palatin, le prince régent de Westphalie et de nombreux autres ont suivi l'exemple.
Le plan radial est repris pour la construction des ménageries de la résidence d'Orangebourg du Grand Électeur de Prusse (en 1702, après que Frédéric Ier (1657-1713) se soit couronné roi), du château de Karlsruhe du Margrave de Bade-Durlach (en 1715-1718) et du château de plaisance du Duc de Weimar (vers 1730).
Cette conception a été adoptée par beaucoup d'autres monarques à travers l'Europe, en particulier par la monarchie des Habsbourg en Autriche. En 1752, l’empereur François Ier du Saint-Empire (1708-1765) a érigé sa célèbre ménagerie baroque dans le parc du Château de Schönbrunn près de Vienne. N’étant au début qu’une ménagerie de cour à caractère privé, elle ne fut ouverte au grand public qu’en 1779. Initialement, elle fut seulement ouverte aux « personnes habillées respectablement ».
Une autre ménagerie aristocratique fut fondée en 1774 par le roi Charles III d'Espagne (1716-1788) sur des terrains qui faisaient partie des jardins du Palais du Buen Retiro à Madrid.
Au cours du XVIIIe siècle, il semble que ce soit George II de Grande-Bretagne (1683-1760) qui ait eu l'idée de l'ouverture payante au public de la ménagerie de la Tour de Londres.
En 1754, les visiteurs ont été admis à voir sur paiement la collection d'animaux dans la Tour de Londres ; le prix d'admission était alors de trois demi-pence ou la fourniture d'un chat ou d'un chien pour l'alimentation des lions,,. La liste des animaux, figurant dans la collection à la fin du XVIIIe siècle, comprenait notamment des lions, des tigres, des ours et des hyènes.
Mais les ménageries aristocratiques n'ont pas suivi seulement le modèle architectural français. Ainsi, plus tard, certaines sont devenues également des ménageries dans le style des jardins à l'anglaise, comme la ménagerie du roi de Prusse, Frédéric-Guillaume III (1770-1840). La ménagerie originale était située sur une île sur la Havel entre Berlin et Potsdam : l'Île aux Paons (Pfaueninsel) à Berlin-Wannsee.
En 1802, une maison et un enclos furent construits pour des buffles et des cerfs.
En 1822, le célèbre jardinier-paysagiste Peter Joseph Lenné transforma l'Île aux Paons en redessinant un nouveau jardin et revit la conception de la ménagerie royale au sein de ce jardin.
En conjonction avec l'architecte Martin Rabe, d'autres installations pour animaux furent conçues et ajoutées aux enclos construits en 1802.
La ménagerie royale de l'Île aux Paons comprenait une maison pour oiseaux, un étang pour le gibier d'eau, une fosse aux ours, une singerie et des enclos pour kangourous, lamas, cerfs et buffles d'eau.
La passion de nombreux princes pour la détention d'animaux exotiques a cependant décliné avec le temps. En outre, par la montée de la bourgeoisie, les ménageries de cour royale ou impériale ont été peu à peu évincées par les jardins zoologiques publics qui ont pris leur place.
- En 1831, Guillaume IV (1765-1837) donne la plupart des animaux de la ménagerie de la Tour de Londres au nouveau jardin zoologique de Londres qui venait d'ouvrir en 1828 au Regent's Park[10]. Le Zoo de Londres n'a pas reçu tous les animaux, mais les a plutôt partagés avec le Zoo de Dublin[22]. La ménagerie de la Tour de Londres fut finalement fermée en 1835 sur les ordres du Duc de Wellington[6].
- En 1844, Frédéric-Guillaume IV de Prusse (1795-1861) offre les bêtes de la ménagerie de l'Île aux Paons au jardin zoologique de Berlin qui vient de s'installer sur le Tiergarten, sur des terrains de l'ancienne faisanderie royale cédés par le souverain en 1841.
- En 1868, la ménagerie royale de Madrid est ouverte au public et octroyée à la municipalité[19].

Au XIXe siècle, les ménageries aristocratiques ont ainsi été remplacées par les jardins zoologiques modernes avec leur approche scientifique et éducative.
Durant encore un siècle, la ménagerie du Buen Retiro constituera l'institution zoologique espagnole qui sera le prédécesseur des installations modernes du Zoo Aquarium de Madrid, déplacé en 1972 à la Casa de Campo.
La seule ménagerie aristocratique restante est celle de Schönbrunn, mais au XXe siècle, elle a changé de dénomination en 1924 pour devenir le Tiergarten (« jardin animalier ») de Schönbrunn et s'est transformée en un jardin zoologique moderne avec une orientation scientifique, éducative et de protection de la nature. En raison de sa continuité de lieu avec l'ancienne ménagerie de style baroque établie dans la tradition médiévale des collections d'animaux sauvages des princes et des rois, le Zoo de Schönbrunn à Vienne est souvent considéré comme le plus ancien zoo demeurant dans le monde. Bien que la plupart des anciens enclos baroques aient été remplacés, on peut toujours avoir une bonne idée de la symétrie d'ensemble de l’ancienne ménagerie impériale autour du pavillon construit en 1759 par Jean-Nicolas Jadot de Ville-Issey.

### Ménageries publiques
Une révolution eut lieu dans l'histoire des ménageries avec la création de la Ménagerie du Jardin des Plantes à Paris.
En 1793, les animaux saisis aux forains se produisant en spectacle dans les rues de Paris sont transférés dans la Ménagerie du Jardin des Plantes, dépendance du tout jeune Muséum National d'Histoire Naturelle de Paris.
Le 4 novembre 1793, parviennent au Jardin des Plantes les premiers animaux saisis qui consistent en un lion marin, un léopard, une civette et un petit singe.
Le 6 novembre 1793, il est encore arrivé au Muséum un chat-tigre, un ours marin mâle, deux singes mandrills et trois aigles. La décision de les conserver l'emporte parmi les professeurs du Muséum. Ces animaux sauvages y restent alors, hébergés dans des installations provisoires.
Tout au long de l'année 1794, la police de Paris continuera de saisir les animaux montrés sur la voie publique et de les conduire au Jardin des Plantes.
Par ailleurs, en 1794, les ménageries royales se voient confisquées. Le 26 avril 1794, la Ménagerie du Muséum reçoit les derniers animaux survivants de la Ménagerie royale de Versailles : un lion et son compagnon un chien, un bubale et un couagga. Puis, le 27 mai 1794, trente-six animaux, dont un chameau, un buffle et un taureau, arrivent du domaine du duc d'Orléans situé au Raincy.
Le Comité de salut public prend une série d'arrêtés dont celui du 16 mai 1794 est considéré comme marquant la naissance officielle de la Ménagerie du Jardin des Plantes. Plus largement, cette création d’une ménagerie publique avait été décidée dans un but d'éducation populaire, afin de mettre à la portée du plus grand nombre ce qui était jusqu'alors l'apanage des nobles ou des princes. C'est seulement au début du XIXe siècle, en 1827, que les Parisiens purent admirer une girafe offerte au roi de France Charles X (1757-1836), par le vice-roi d'Égypte Méhémet Ali (1769-1849).
L’histoire des ménageries sédentaires se confond, depuis la Révolution française, avec l’histoire des parcs zoologiques.

## Ménageries itinérantes

### Ménageries foraines
En Europe, le peuple avait très rarement accès aux ménageries aristocratiques réservées aux nobles, mais des forains présentaient couramment des animaux sauvages dressés dans les villes : des ours, des singes, des phoques, et même, au XVIIIe siècle, un rhinocéros en 1749 et un casoar en 1765 à Paris,.
Les premiers dompteurs modernes, les belluaires des ménageries foraines, qui travaillaient dans la cage même des animaux n’apparurent qu’au début du XIXe siècle. La seconde moitié de ce siècle fut la belle époque pour la fête foraine dont la ménagerie était alors la principale attraction et le dompteur le plus bel ornement.
En Angleterre, les ménageries foraines sont apparues pour la première fois au tournant du XVIIIe siècle. Contrairement aux ménageries aristocratiques, ces collections animales itinérantes étaient dirigées par des hommes de spectacle qui sollicitaient le désir de sensations fortes de la population ordinaire. Le premier accident fatal d’une telle ménagerie ambulante fut la mort de Hannah Twynnoy en 1703 qui a été tuée par un tigre à Malmesbury, dans le Wiltshire. Parmi ces expositions animales qui étaient de taille plus ou moins étendue, la plus grande fut celle de George Wombwell.
En outre en Amérique du Nord, les ménageries foraines sont devenues bien plus populaires à cette époque.
- Le premier animal exotique connu pour avoir été exhibé en Amérique fut un lion, à Boston en 1716[26], suivi onze ans après, dans la ville de Philadelphie, d'un autre. Un marin est arrivé à Philadelphie en août 1727 avec cet autre lion, qu'il a exhibé dans la ville et les cités environnantes pendant huit années[27],[28].
- Le premier dromadaire à avoir été importé d'Afrique en Amérique fut exhibé à Boston en 1721[26].
- En 1733, le premier ours polaire exhibé en Amérique l'a été dans la ville de Boston[26].
- Le premier éléphant a été importé d'Inde en Amérique par le capitaine d'un bateau, Jacob Crowninshield, en 1796. Il a été montré la première fois dans la ville de New York et a intensément voyagé à travers toute la Côte Est des États-Unis[26].
- En 1834, la ménagerie de New York de James et William Howes a voyagé à travers la Nouvelle-Angleterre avec un éléphant, un rhinocéros, un chameau, un zèbre, un gnou, deux tigres, un ours blanc, et plusieurs perroquets et singes[29].

Les tournées des ménageries en Amérique ont ralenti sous le poids de la dépression des années 1840 et puis s’arrêtèrent avec la manifestation de la Guerre de Sécession (1861-1865). Une seule ménagerie itinérante, de quelque taille que ce soit, a existé après la guerre : la ménagerie popularisée sous l'enseigne de Van Amburgh qui voyagea à travers les États-Unis pendant presque quarante années.

### Ménageries de cirque
À partir de la fin du XIXe siècle et jusqu’au début du XXe siècle, les cirques européens annexèrent à leur établissement une ménagerie, jusque-là spectacle forain. L'inverse se produisit également, les ménageries foraines ajoutant, à leur établissement, un spectacle de cirque.
Le cirque-ménagerie se caractérise par la présence de dompteurs ou de dresseurs d’animaux, au sein des familles de circassiens.
À la différence de leurs homologues européens, les ménageries et les cirques d'Amérique sont combinés en un seul spectacle ambulant, avec un billet unique pour voir les deux. Ceci a permis d’augmenter la taille et la diversité de leurs collections. Le cirque Ringling Bros. and Barnum & Bailey faisait la réclame de ses exhibitions zoologiques comme étant « la plus grande ménagerie du monde ».
Le cirque s’est transformé en spectacle exotique grâce à la présence d’animaux sauvages et en fait sa notoriété (ou sa publicité) par leur exposition lors d'une parade ou dans une ménagerie :
- en 1929, le cirque tchèque Kludsky avait une ménagerie d'environ 700 animaux ;
- en 1932, le cirque américain Ringling Bros. and Barnum & Bailey possédait une ménagerie de 1000 animaux sauvages ;
- en 1934, le cirque allemand Krone, « le plus grand cirque d’Europe », comptait dans sa ménagerie plus de 800 animaux.

Depuis la disparition des ménageries foraines, l’histoire des ménageries itinérantes se retrouve englobée dans celle du cirque.